# 刘之宏
刘之宏（?—?），唐朝徐州彭城县（今江苏省徐州市）人，刘伯庄的儿子。
刘伯庄是《汉书》学的学者，刘之宏传承父亲的学业。武则天时，刘之宏担任著作郎兼修国史，在相王（李旦）府司马的官任上去世。景云元年（710年）李旦即位为唐睿宗，以刘之宏作为自己的故吏，而追赠秘书少监，《新唐书》作追赠秘书监。